# Matthias Will

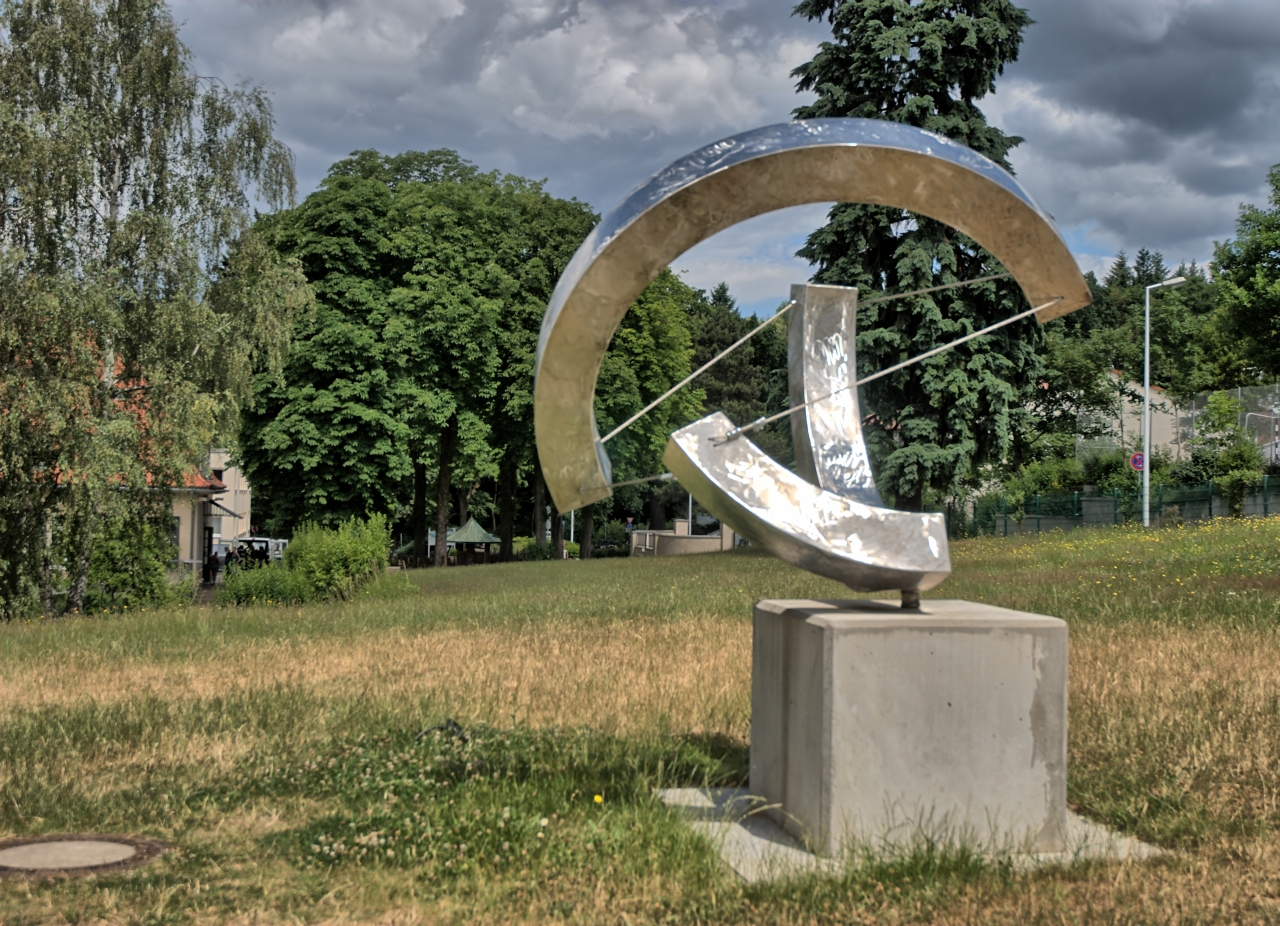
Skulptur Kreisteilung kugelig (2012), Schulzentrum Marienhöhe, Darmstadt

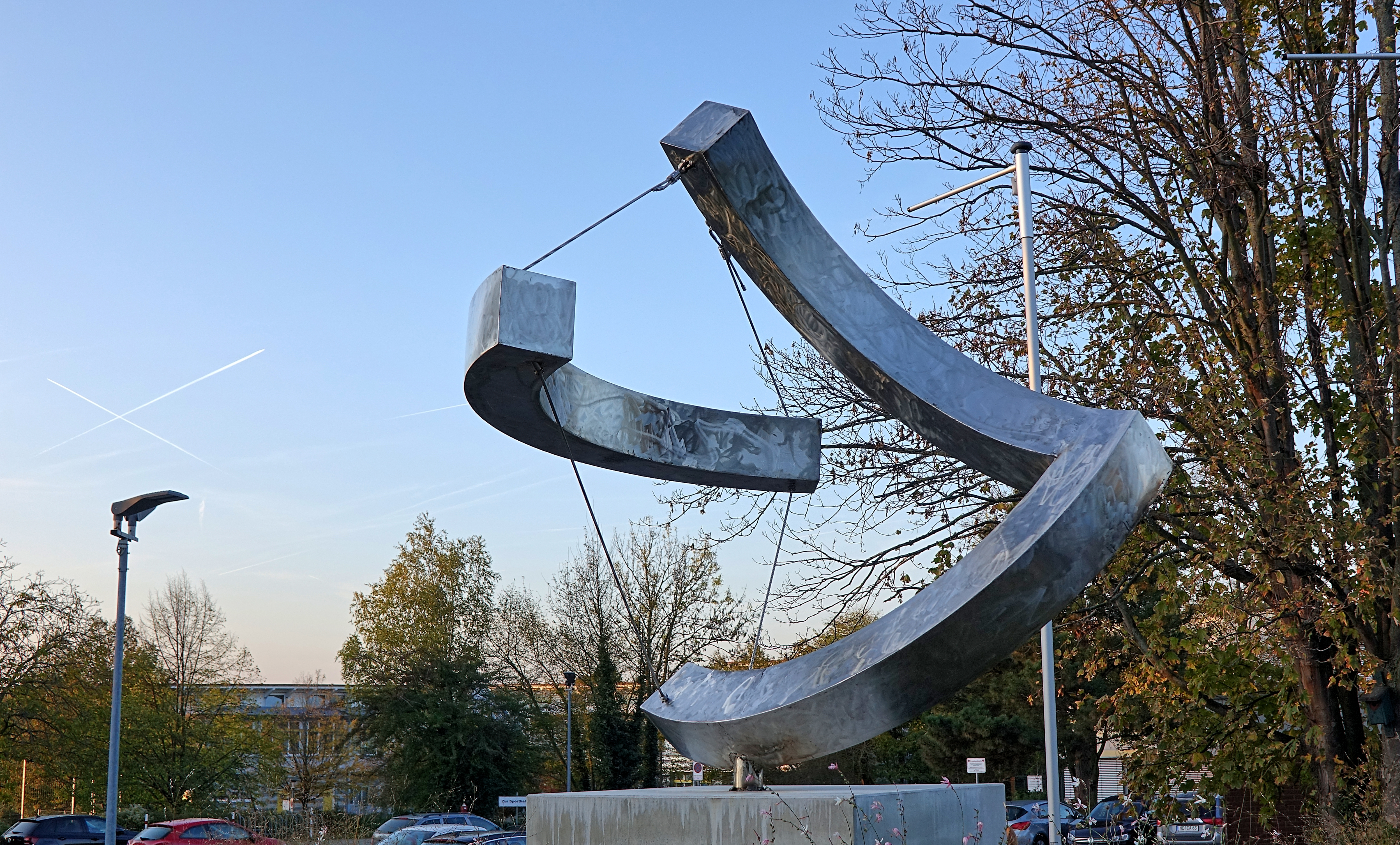
Skulptur Große Kreisteilung (2019), Melibokusschule Alsbach-Hähnlein

Matthias Will (* 1947 in Kahl am Main) ist ein deutscher Bildhauer.

## Leben
Will studierte von 1970 bis 1973 Kunstpädagogik an der Johann Wolfgang Goethe-Universität Frankfurt am Main, von 1975 bis 1980 Bildhauerei an der Staatlichen Hochschule für Bildende Künste – Städelschule, Frankfurt am Main, bei Michael Croissant. Seit 1980 arbeitet er als freischaffender Künstler. 1987 lehrte Will an der Goethe-Universität Frankfurt am Main.
Will lebt und arbeitet in Brombachtal bzw. Darmstadt-Bessungen.
Seit 1995 ist er Mitglied der Darmstädter Sezession, seit 1998 im Vorstand.

### Auszeichnungen
- 1988: Arbeitsstipendium des Landes Hessen für die Cité Internationale des Arts Paris
- 1996: Georg-Christoph-Lichtenberg-Preis des Landkreises Darmstadt-Dieburg
- 2004: Wilhelm-Loth-Preis der Stadt Darmstadt
- 2014: 1. Preis Skulpturen im Park, Mörfelden-Walldorf

### Einzelausstellungen (Auswahl)
Zu den mit «K» gekennzeichneten Ausstellungen erschien ein Katalog.
- 1988: Skulpturen 1978-88. Galerie Neuber-Neutsch, ModautalK
- 1989: 7 – Artistes Résidents Allemands de la Cité des Arts, Goethe-Institut, ParisK
- 1992: Skulptur und Installation. Kunstverein Friedberg, Wetterau-Museum, vom 29. Mai bis 21. Juni 1992K
- 2000: Galerie Kautsch, Michelstadt (mit B. Bredow)
- 2007: Matthias Will, Wilhelm-Loth-Preisträger 2004. Hessisches Landesmuseum Darmstadt, vom 3. Juni bis 29. Juli 2007K
- 2008: Galerie Keller, Mannheim
- 2010: Galerie Netuschil, Darmstadt
- 2012: Galerie Lucien Schweitzer, Luxembourg (mit Werner Neuwirth)
- 2014: Linie – Fläche – Raum. Galerie Barbara von Stechow, Frankfurt am Main (mit Werner Neuwirth und Gerd Winter)K
- 2015: Kunstverein Aschaffenburg (mit Werner Neuwirth und Gerd Winter)
- 2017: Skulpturen und Zeichnungen. Kahnweilerhaus, Rockenhausen (Pfalz), vom 24. September bis 29. Oktober 2017

## Werk
Will ist vor allem für seine drahtseilverspannten Edelstahlskulpturen bekannt. Dabei halten Stahlseile Teile der Skulptur in der Schwebe, was ihnen – ihrer Schwere zum Trotz – eine scheinbare Leichtigkeit verleiht. Die Formen kreisen dabei oftmals um die Themen Kreis, Kugel, Würfel oder Spirale. Häufig entsteht eine Skulptur zum Beispiel dadurch, dass Will eine Form, etwa einen Kreis, in Teile zerlegt und die Teile anschließend zu einer harmonischen Komposition zusammensetzt. Die Teile ergänzen sich jedoch nicht nur zu einem neuen Ganzen, meist stehen sie zudem in einer Spannung. Diese Spannung entsteht in einem Fall dadurch, dass Teile der Oberfläche eines Würfels (zum Beispiel Würfel 4 (2003)) wie bei einer Explosionszeichnung gegeneinander verschoben sind, in anderen Fällen (zum Beispiel Kreisteilung, Bogen schwebend (2001), Klinikum der Universität Würzburg) dadurch, dass die Linienführung der Einzelteile im dynamischen Zusammenspiel eine scheinbare Bewegung zum Ausdruck bringen.

### Arbeiten im öffentlichen Raum (Auswahl)
- 1989: Stele. Kreiskrankenhaus Seeheim-Jugenheim
- 1989: 1/2 Quadrat, Kreisbogen. Bürgerpark Nord, Darmstadt
- 1996: Kreuzkugel. VA-Stahl, ca. 290 cm hoch. Hochschule RheinMain, Studienort Rüsselsheim[3]
- 2000: Drei Bögen im Raum. Edelstahl. Standort: Coface Deutschland, Mainz[4]
- 2001: Kreisteilung, Bogen schwebend. Uni-Klinik Würzburg
- 2012: Kreisteilung kugelig. VA-Edelstahl. Schulzentrum Marienhöhe, Darmstadt[5]
- 2019: Große Kreisteilung. Edelstahl, ca. 3,50 m hoch (inkl. Sockel). Auftrag: Landkreis Darmstadt-Dieburg. Standort: Melibokusschule Alsbach-Hähnlein